# Walther Richard Linnemann
Walther Richard Linnemann (mitunter auch nur Richard Linnemann, * 5. November 1874 in Leipzig; † 5. April 1932 ebenda) war ein deutscher Musikalienhändler und Musikverleger.

## Leben
Walther Richard Linnemann war ein Sohn des ebenfalls in Leipzig tätigen Musikalienhändlers Richard Linnemann (1845–1909). Der Musikalienhändler Carl Linnemann (1872–1945) war sein Bruder. Walther Richard Linnemann studierte von 1899 bis 1900 am Königlichen Konservatorium der Musik zu Leipzig, in dessen Direktorium er 1917 Mitglied wurde.
1901 trat er zusammen mit seinem Bruder als Gesellschafter in die C. F. W. Siegel’s Musikalienhandlung (R. Linnemann) ein, welche dem Vater gehörte. 1919 erwarben die Brüder den Musikalien-Verlag Fr. Kistner. 1923 vereinten sie ihre beiden Verlage zu Fr. Kistner und C. F. W. Siegel, Musikverlag und Sortiment.

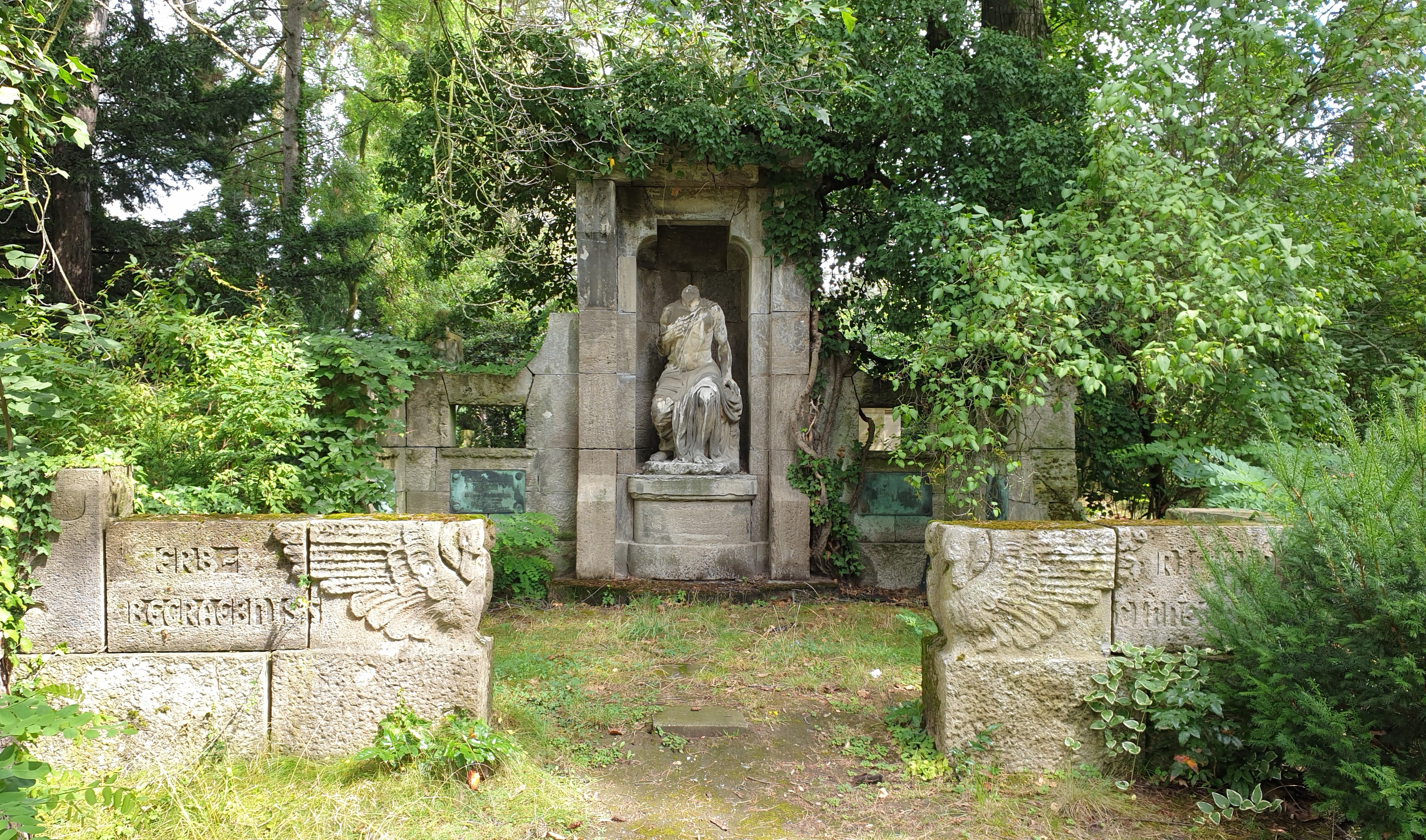
Familiengrabstätte Linnemann (2024)

Von 1915 bis 1921 war Linnemann Erster Vorsteher des Börsenvereins der Deutschen Buchhändler. In dieser Eigenschaft setzte er sich für den Erhalt der Deutschen Bücherei ein, deren Existenz nach dem Ersten Weltkrieg bedroht war. Ab 1919 führte er den Titel eines Hofrats.
1910 kaufte Linnemann eine neu erbaute Villa in der Springerstraße 2 in Leipzig, die er bis zu seinem Tode bewohnte und die noch heute nach ihm benannt wird.
Walther Richard Linnemanns Urne wurde im von Max Lange entworfenen Erbbegräbnis der Familie Linnemann auf dem Leipziger Südfriedhof bestattet.

## Linnemann und Wagner
Walther Richard Linnemann war ein großer Verehrer der Musik Richard Wagners (1813–1883). Als Anfang des 20. Jahrhunderts in Leipzig an der Realisierung eines Wagner-Denkmals gearbeitet wurde, beteiligte er sich als Mitglied des Denkmalkomitees bei der Beschaffung von Geldmitteln, wie ein Brief von ihm an den Finanzverwalter der Bayreuther Festspiele Adolf von Groß (1845–1931) zeigt.
Schon zu Beginn des Ersten Weltkriegs waren die Bayreuther Festspiele unterbrochen worden. Im Mai 1921 fand in Leipzig unter Vorsitz von Richard Linnemann eine Konferenz Festspielinteressierter zur Beschaffung der nötigen Mittel zur Fortsetzung der Festspiele statt. Schon im Juni wurde auf der Grundlage der Leipziger Beschlüsse in Bayreuth die Deutschen Festspielstiftung Bayreuth errichtet, die sogenannte Patronatsscheine verkaufte. Journalistisch wurde die Aktion von Adolf Aber von den Leipziger Neuesten Nachrichten begleitet. 1924 konnte der Festspielbetrieb wieder aufgenommen werden.